# Ли На (прыгунья в воду)
Ли На (кит. упр. 李娜, пиньинь Lǐ Nà, род. 1 мая 1984) — китайская прыгунья в воду, олимпийская чемпионка.
Ли На родилась в 1984 году в Хэфэе провинции Аньхой. С 1989 года начала заниматься в местной спортшколе. В 1993 году вошла в состав пекинской сборной по прыжкам в воду, с 1998 года — в составе национальной сборной.
В 1998 году Ли На завоевала серебряную медаль Азиатских игр в прыжках с 10-м вышки. в 2000 году она завоевала золотую олимпийскую медаль в синхронных прыжках с вышки, и серебряную — в индивидуальных. В 2002 году она опять стала серебряной призёркой Азиатских игр.